# Appenai-sous-Bellême

Appenai-sous-Bellême este o comună în departamentul Orne, Franța. În 1 ianuarie 2022 avea o populație de 277 de locuitori.